# Елькин, Леонид Ильич
Леони́д Ильи́ч Елькин (6 (19) марта 1916 — 29 февраля 1944) — советский лётчик разведывательной авиации ВМФ СССР во время Великой Отечественной войны, Герой Советского Союза (22.01.1944). Капитан (19.02.1942).

## Биография
Родился 6 (19) марта 1916 года в деревне Малый Завраг (ныне — Павинский район Костромской области). Родители его были учителями в школе. С 1924 года жил с семьёй в городе Великий Устюг Вологодской губернии, а затем в Москве. Окончил школу-семилетку и Московский авиационный техникум (1935).
Служил в Военно-Морском Флоте с сентября 1935 года. Окончил Военно-морское авиационное училище имени И. В. Сталина в Ейске в 1937 году. С декабря 1937 года служил в ВВС Северного флота: младший лётчик 45-й отдельной морской разведывательной эскадрильи, с сентября 1939 года — младший лётчик 118-го морского ближнеразведывательного авиационного полка ВВС Северного флота. В 1939—1940 годах участвовал в советско-финляндской войне, произвёл 85 вылетов на разведку военно-морских баз и коммуникаций противника. Член ВКП(б) с 1939 года.
После войны продолжал службу в том же полку, в 1940 году стал командиром звена.
Участник Великой Отечественной войны в июня 1941 года, весь боевой путь прошёл в рядах того же 118-го отдельного разведывательного авиационного полка. Один из лучших лётчиков полка, вылетал на выполнение особо ответственных заданий, о полученных результатах часто лично докладывал командующему флотом А. Г. Головко. Повышен в должности до заместителя командира эскадрильи. Летал на самолётах МБР-2, Че-2, ГСТ, Харрикейн, Спитфайр, ЛаГГ-3.
При выполнении задания командующего Северным Флотом по изысканию новых аэродромов в районе Новой Земли 27 июля 1942 года в губе Малые Кармакулы гидросамолёт Леонида Елькина был обстрелян немецкой подводной лодкой. Лётчик получил тяжёлые ранения в голову, в результате которого ослеп на левый глаз. После госпиталя вернулся в свой полк и, несмотря на то, что был признан негодным к лётной службе, добился разрешения продолжать полёты. С марта 1943 года командовал авиационной эскадрильей 118-го отдельного разведывательного авиационного полка ВВС Северного флота.
Совершил выдающийся подвиг при выполнении особого задания по розыску стоянок немецких линейных кораблей «Тирпиц» и «Шарнхорст» в Альтен-фьорде 12 сентября 1943 года: в условиях низкой облачности и дождя разыскал цель, спустился под кромку облаков и трижды под ураганным зенитным огнём прошёл на высоте 50 метров над «Тирпицем», добившись качественного фотографирования цели. Полученные данные были немедленно переданы британскому Адмиралтейству, которое 22 сентября на их основе провело операцию «Source» 22 сентября. В результате полученных повреждений линкор был выведен из строя на шесть месяцев.
К сентябрю 1943 года командир 3-й эскадрильи 118-го разведывательного авиационного полка ВВС Северного флота капитан Леонид Елькин выполнил 120 боевых вылетов, в том числе 93 на дневную разведку и 27 ночных на нанесение бомбовых ударов. Все его боевые вылеты были успешными и отличались высокой эффективностью. По его разведывательным данным торпедоносная авиация Северного флота потопила большое количество вражеских кораблей и транспортов. Летал на выполнение заданий по перевозке раненых, по доставке боезапаса и продовольствия спецгруппам, находившимся в глубоком тылу противника. Лётчик неоднократно встречался в воздухе с самолётами противника и выходил из боевых столкновений победителем. За эти подвиги был представлен к присвоению звания Героя Советского Союза.
Указом Президиума Верховного Совета СССР «О присвоении звания Героя Советского Союза офицерскому составу Военно-Морского флота» от 22 января 1944 года за «образцовое выполнение боевых заданий командования на фронте борьбы с немецкими захватчиками и проявленные при этом отвагу и геройство» капитану Елькину Леониду Ильичу присвоено звание Героя Советского Союза с вручением ордена Ленина и медали «Золотая Звезда» (№ 2647).
Леонид Елькин был направлен в Москву, где в Кремле 19 февраля 1944 года ему была вручена в Кремле М. И. Калининым медаль «Золотая Звезда» и орден Ленина. Затем он встретился с семьёй и вернулся на флот. Жить ему оставалось несколько дней…
29 февраля 1944 года не вернулся с очередного боевого задания на разведку порта Нарвик (Северная Норвегия). Обстоятельства гибели экипажа остались неизвестными.
В годы войны произвёл 254 боевых вылета, из них 129 ночью на бомбежку войск противника и 125 днём на дальнюю и ближнюю разведку коммуникаций и военно-морских баз врага.

## Награды
- медаль «Золотая Звезда» Героя Советского Союза (22 января 1944)
- Орден Ленина (22 января 1944)
- Два ордена Красного Знамени (13 мая 1943, 17 сентября 1943)
- Орден Красной Звезды (13 августа 1941)
- Орден Британской империи V степени (Великобритания, 13 мая 1944)

## Память
- Бюст Л. И. Елькина, в числе 53-х лётчиков-североморцев, удостоенных звания Героя Советского Союза, установлен в пос. Сафоново на Аллее Героев около музея ВВС СФ (1982).
- Фамилия Елькина Л. И. выбита на каменных плитах мемориала в числе 898 фамилий тех, чьих могил нет на земле, — в память лётчиков, штурманов, стрелков-радистов ВВС Краснознамённого Северного флота погибших в море в 1941-1945 годах, открытого 17 августа 1986 года на берегу Кольского залива в посёлке Сафоново (скульптор Э. И. Китайчук, архитектор В. В. Алексеев).
- Именем Героя названы улицы районного центра пос. Вохма Костромской области (1965) и в селе Павино Костромской области, на которой на доме № 3 установлена памятная доска.
- Именем Героя назван БМРТ Северного морского пароходства.
- Имя увековечено на памятной доске на Монументе Славы на площади Мира в Костроме (2015).